# Priskos Panites

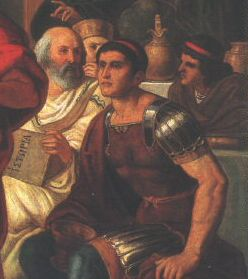
Mór Than, Uczta Attyli, fragment; Priskos pierwszy z lewej, z dziełem historycznym w ręku

Priskos pochodził z Panium (w Tracji), żył w Imperium rzymskim w V wieku. Był dyplomatą, sofistą i historykiem. Towarzyszył Maximinowi, ambasadorowi Teodozjusza II, w wizycie na dwór Attyli w 448 roku. Za panowania Marcjana (450-457) brał udział w wyprawach do Arabii i Egiptu. 
Priskos był autorem ośmiotomowej pracy historycznej pt. Historia (Bizancjum), prawdopodobnie obejmowała ona okres od wstąpienia na tron Attyli aż do Zenona Izauryjczyka (433-474). Zachowały się tylko fragmenty, w większości przetrwały w Getice Jordanesa.

## Polski przekład dzieła Priskosa (fragmenty)
- Aleksander Krawczuk, Upadek Rzymu. Księga wojen, Ossolineum 1978, s. 151-181.
- Józef Kuranc, Wyprawa poselstwa wschodniorzymskiego na dwór Attyli, "Meander" 12 (1957), s. 20-36.
- Józef Kuranc, Akcja dyplomatyczna Bizancjum i jego sąsiadów w latach 433-468. Na podstawie fragmentów historyka Priskosa, [w:] "Roczniki Humanistyczne Katolickiego Uniwersytetu Lubelskiego. Annales des Lettres" R. 12 (1964), z. 3, s. 55-75.
- Jordanes, O pochodzeniu i czynach Gotów, [w:] Edward Zwolski, Kasjodor i Jordanes. Historia gocka czyli Scytyjska Europa, Wydawnictwo Towarzystwa Naukowego Katolickiego Uniwersytetu Lubelskiego, Lublin 1984.
- Testimonia najdawniejszych dziejów Słowian. Seria grecka, z. 2 pisarze z V-X wieku, wyd. i przeł. Alina Brzóstkowska i Wincenty Swoboda, Ossolineum 1989.

## Angielski przekład dzieła Priskosa
- Priscus, Fragments, ed. R.C. Blockley, The Fragmentary classicising Historians of the Later Roman Empire: Eunapius, Olympiodorus, Priscus and Malchus, t. II, Liverpool 1983, s. 223-400.